# アエロユニオン302便墜落事故
アエロユニオン302便墜落事故（アエロユニオン302びんついらくじこ）は、2010年4月13日に発生した航空事故である。メキシコシティ国際空港からモンテレイ国際空港を経由してロサンゼルス国際空港へ向かっていたアエロユニオン302便（エアバス A300B4-203F）が、モンテレイ国際空港への進入中に失速し墜落した。乗員5人と地上の2人の計7人が死亡した。

## 事故機
事故機のエアバス A300B4-203F（XA-TUE）は、1979年に製造され、いくつかの航空会社で運用された。その後、2002年4月にアエロユニオンへリースされた。事故までに55,200時間を飛行し、27,600サイクルを経験していた。

## 事故の経緯
アエロユニオン302便は、メキシコシティ国際空港からロサンゼルス国際空港へ向かう国際定期貨物便だった。302便は、モンテレイ国際空港の滑走路11への着陸を許可されていたが、進入中に復航を行った。その最中、機体は失速しCDT23時18分に滑走路から2km手前の高速道路に墜落した。機体は、高速道路を走行していた自動車に衝突し、運転手が死亡した。また、機体も墜落により炎上し、乗員5人は全員死亡した。事故後に、地上で別の死者が発見され、死者総数は7人となった。事故当時、激しい嵐が発生しており、豪雨とウィンドシアが発生していた。

## 事故調査
メキシコの民間航空総局、エアバスやフランス航空事故調査局等が調査に参加した。調査により302便は最終進入において、通常の進入速度よりも20ノット (37 km/h)以上低い、110ノット (200 km/h)で飛行していたことが判明した。また、パイロットが操縦捍を引いたため速度がさらに低下し、スティックシェイカーや失速警報、アルファフロア機能が作動した。アルファフロア機能の作動により、エンジン出力が最大になり、機首が上がり始めたため、パイロットは操縦捍を前に押した。しかしトリムは調整されず、迎角は41度を越え、速度は70ノット (130 km/h)まで低下した。スティックシェイカーと失速警報が再び作動し、機体は落下し始めた。